# Parageina andrewesi
Parageina andrewesi es una especie de insecto coleóptero de la familia Chrysomelidae, descrita en 1904 por Jacoby.